# Amber

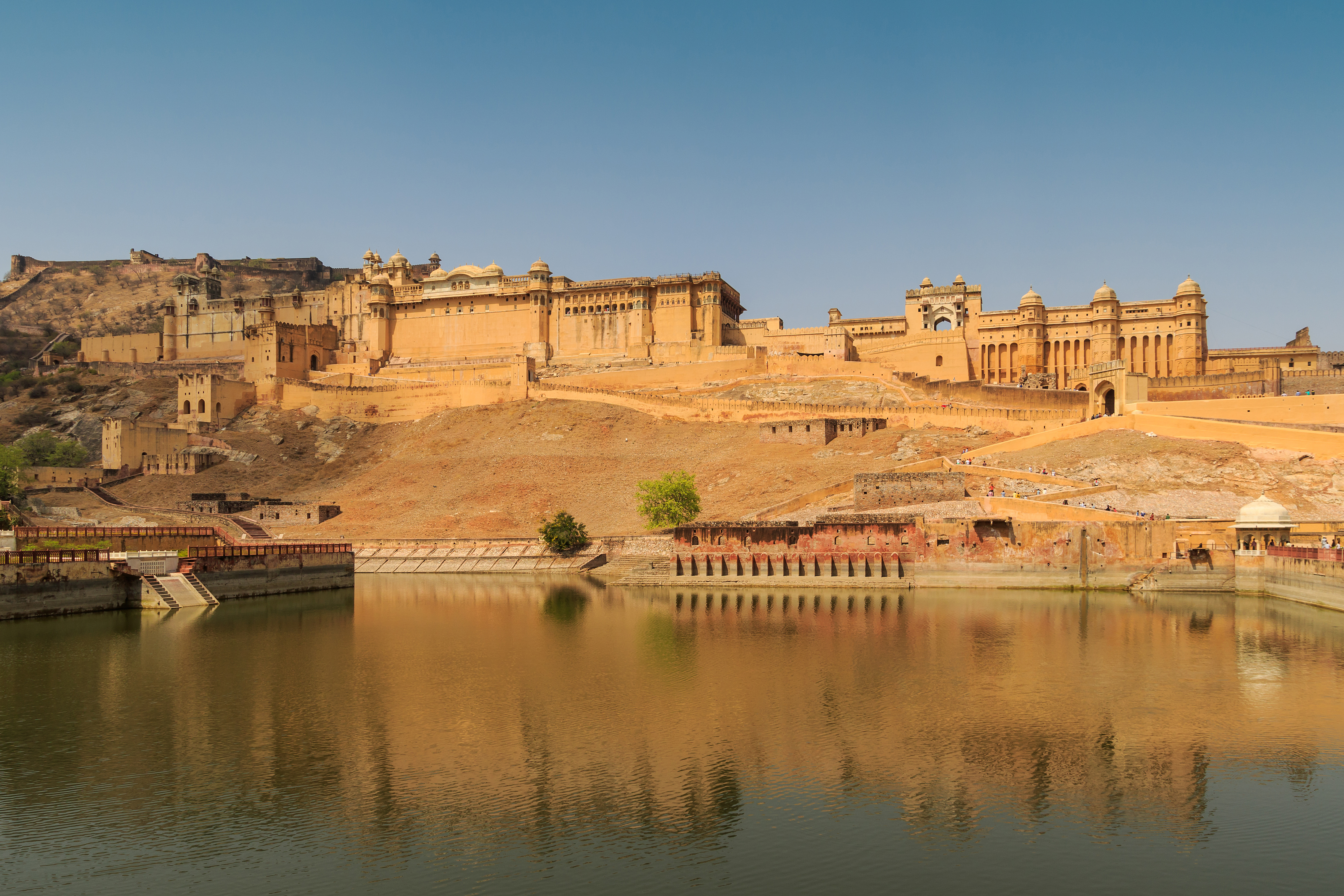
Vista da fortaleza Amber

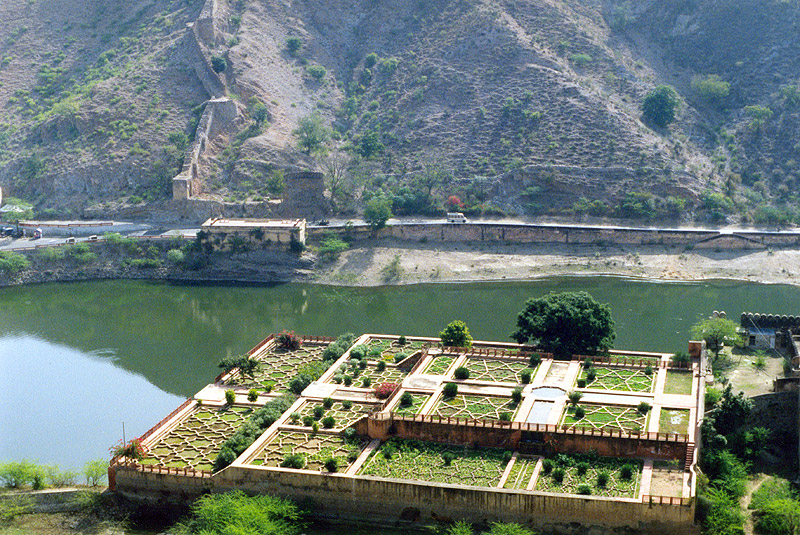
Vista do jardim do forte

Amber foi uma cidade-fortaleza abandonada do estado de Rajastão, na Índia. Atualmente está incluída na Corporação Municipal da cidade de Jaipur, capital do estado de Rajastão.
O nome de Amber foi mencionado pela primeira vez por Ptolomeu. Uma localidade que já prosperava desde 967, foi fundada pela tribo dos Meenas. Em 1037, foi tomada pelos Kachwahas (Rajputs) que à tornaram sua capital até abandonarem-a em  1727 em proveito de Jaipur, uma cidade moderna construída pelo rajá Jai Singh II sobre um tabuleiro plano distante  uma dezena de quilômetros ao sul dela. Após a fundação da nova cidade o palácio real e as casas das pessoas proeminentes foram deslocadas para Jaipur. Porém, os sacerdotes dos templos permaneceram vivendo no forte. A capital dos Kachwahas foi suplantada pela modernizada cidade de Jaipur, que atualmente é a capital do estado de Rajasthan da Índia.
Após os anos 60 a cidade aumentou de população. Apresenta numerosos templos hinduístas como o belo Jagat Shiromani (construído perto de 1610), templos dos jainas e a mesquita de Akbar (1569) restaurada por Aurangzeb.